# Abdoulaye Touré
Abdoulaye Touré (Nantes, 3 maart 1994) is een Guinees-Frans voetballer die doorgaans speelt als middenvelder. In juli 2023 verruilde hij Genoa voor Le Havre. Touré maakte in 2023 zijn debuut in het Guinees voetbalelftal.

## Clubcarrière
Touré speelde in de jeugd van USSA Vertou en kwam in 2006 terecht in de opleiding van FC Nantes. Zijn debuut in het eerste elftal maakte de middenvelder op 15 april 2013, toen met 0–4 werd gewonnen op bezoek bij Châteauroux. Filip Đorđević opende de score, waarna de eindstand bereikt werd door twee doelpunten van Fernando Aristeguieta en een eigen doelpunt van Rémi Fournier. Touré begon op de bank en mocht van coach Michel Der Zakarian twaalf minuten voor tijd invallen voor Lucas Deaux. De eerste helft van 2015 bracht Touré op huurbasis door bij Le Poiré-sur-Vie. Zijn eerste doelpunt in het eerste elftal van Nantes maakte de Fransman op 21 oktober 2017. In eigen huis stond het 1–1 tegen EA Guingamp door doelpunten van Chidozie Awaziem en Abdoul Camara, toen Touré op aangeven van Léo Dubois voor de winnende treffer tekende.
In de zomer van 2021 maakte Touré voor een bedrag van circa drieënhalf miljoen euro de overstap naar Genoa, waar hij zijn handtekening zette onder een verbintenis voor de duur van vier seizoenen. Na een half seizoen in Italië werd de middenvelder verhuurd aan Fatih Karagümrük tot het einde van de jaargang. Medio 2023 vertrok Touré definitief bij Genoa, waarop hij voor twee seizoenen tekende bij Le Havre. Touré maakte tien competitiedoelpunten tijdens het seizoen 2024/25. De laatste hiervan was een beslissende strafschop in de blessuretijd van de wedstrijd tegen RC Strasbourg, waardoor de club zich handhaafde op het hoogste niveau. Hierop werd hij verkozen tot Speler van het Jaar van de club. Zijn die zomer aflopende contract werd in mei 2025 opengebroken en met een jaar verlengd.

## Clubstatistieken
| Seizoen | Club               | Competitie | Competitie | Competitie | Beker | Beker | Internationaal | Internationaal | Totaal | Totaal |
| Seizoen | Club               | Competitie | Wed.       | Dlp.       | Wed.  | Dlp.  | Wed.           | Dlp.           | Wed.   | Dlp.   |
| ------- | ------------------ | ---------- | ---------- | ---------- | ----- | ----- | -------------- | -------------- | ------ | ------ |
| 2012/13 | FC Nantes          | Ligue 2    | 1          | 0          | 0     | 0     | —              | —              | 1      | 0      |
| 2013/14 | FC Nantes          | Ligue 1    | 1          | 0          | 0     | 0     | —              | —              | 1      | 0      |
| 2014/15 | → Le Poiré-sur-Vie | National   | 11         | 1          | 1     | 0     | —              | —              | 12     | 1      |
| 2015/16 | FC Nantes          | Ligue 1    | 4          | 0          | 1     | 0     | —              | —              | 5      | 0      |
| 2016/17 | FC Nantes          | Ligue 1    | 12         | 0          | 4     | 0     | —              | —              | 16     | 0      |
| 2017/18 | FC Nantes          | Ligue 1    | 36         | 1          | 2     | 0     | —              | —              | 38     | 1      |
| 2018/19 | FC Nantes          | Ligue 1    | 34         | 3          | 7     | 0     | —              | —              | 41     | 3      |
| 2019/20 | FC Nantes          | Ligue 1    | 27         | 3          | 3     | 0     | —              | —              | 30     | 3      |
| 2020/21 | FC Nantes          | Ligue 1    | 29         | 2          | 1     | 0     | —              | —              | 30     | 2      |
| 2021/22 | Genoa              | Serie A    | 8          | 0          | 1     | 0     | —              | —              | 9      | 0      |
| 2021/22 | → Fatih Karagümrük | Süper Lig  | 10         | 0          | 2     | 0     | —              | —              | 12     | 0      |
| 2022/23 | Genoa              | Serie A    | 3          | 0          | 1     | 0     | —              | —              | 4      | 0      |
| 2023/24 | Le Havre           | Ligue 1    | 30         | 2          | 0     | 0     | —              | —              | 30     | 2      |
| 2024/25 | Le Havre           | Ligue 1    | 28         | 10         | 0     | 0     | —              | —              | 28     | 10     |
| Totaal  | Totaal             | Totaal     | 238        | 22         | 23    | 0     | 0              | 0              | 261    | 22     |

Bijgewerkt op 27 mei 2025.

## Interlandcarrière
Touré maakte zijn debuut in het Guinees voetbalelftal op 13 oktober 2023, toen met 1–0 gewonnen werd van Guinee-Bissau door een doelpunt van Morgan Guilavogui. Touré mocht van bondscoach Kaba Diawara in de basis beginnen en hij speelde het gehele duel mee. De andere debutanten dit duel waren Sahmkou Camara (Stade Lausanne-Ouchy), Abdourahmane Barry (Amiens SC) en Karim Cissé (Saint-Étienne).
Diawara nam Touré in december 2023 op in zijn selectie voor het uitgestelde Afrikaans kampioenschap 2023. In de groepsfase werd gelijkgespeeld tegen Kameroen (1–1), gewonnen van Gambia (1–0) en verloren van Senegal (0–2), waarna Equatoriaal Guinee met 0–1 verslagen werd. Congo-Kinshasa was in de kwartfinales met 3–1 te sterk. Touré speelde twee wedstrijden. Zijn toenmalige clubgenoten André Ayew (Ghana) en Mohamed Bayo (eveneens Guinee) waren ook actief op het toernooi.
Op 15 oktober 2024 speelde Touré zijn twaalfde interland, tijdens een kwalificatiewedstrijd voor het AK 2025 tegen Ethiopië. Hij mocht in de basis beginnen en maakte na een openingstreffer van Serhou Guirassy het tweede doelpunt voor Guinee op aangeven van Mady Camara. Door een benutte strafschop van Guirassy won Guinee met 0–3.
| Interlands van Abdoulaye Touré voor Guinee | Interlands van Abdoulaye Touré voor Guinee | Interlands van Abdoulaye Touré voor Guinee | Interlands van Abdoulaye Touré voor Guinee | Interlands van Abdoulaye Touré voor Guinee | Interlands van Abdoulaye Touré voor Guinee | Interlands van Abdoulaye Touré voor Guinee |
| №                                          | Datum                                      | Wedstrijd                                  | Uitslag                                    | Competitie                                 | Goals                                      |                                            |
| Als speler bij Le Havre                    | Als speler bij Le Havre                    | Als speler bij Le Havre                    | Als speler bij Le Havre                    | Als speler bij Le Havre                    | Als speler bij Le Havre                    | Als speler bij Le Havre                    |
| ------------------------------------------ | ------------------------------------------ | ------------------------------------------ | ------------------------------------------ | ------------------------------------------ | ------------------------------------------ | ------------------------------------------ |
| 1                                          | 13 oktober 2023                            | Guinee – Guinee-Bissau                     | 1 – 0                                      | Vriendschappelijk                          |                                            |                                            |
| 2                                          | 17 oktober 2023                            | Guinee – Gabon                             | 1 – 1                                      | Vriendschappelijk                          |                                            |                                            |
| 3                                          | 17 november 2023                           | Guinee – Oeganda                           | 2 – 1                                      | WK 2026 kwalificatie                       |                                            |                                            |
| 4                                          | 21 november 2023                           | Botswana – Guinee                          | 1 – 0                                      | WK 2026 kwalificatie                       |                                            |                                            |
| 5                                          | 19 januari 2024                            | Guinee – Gambia                            | 1 – 0                                      | AK 2023                                    |                                            |                                            |
| 6                                          | 2 februari 2024                            | Congo-Kinshasa – Guinee                    | 3 – 1                                      | AK 2023                                    |                                            |                                            |
| 7                                          | 6 juni 2024                                | Algerije – Guinee                          | 1 – 2                                      | WK 2026 kwalificatie                       |                                            |                                            |
| 8                                          | 10 juni 2024                               | Guinee – Mozambique                        | 0 – 1                                      | WK 2026 kwalificatie                       |                                            |                                            |
| 9                                          | 6 september 2024                           | Congo-Kinshasa – Guinee                    | 1 – 0                                      | AK 2025 kwalificatie                       |                                            |                                            |
| 10                                         | 10 september 2024                          | Guinee – Tanzania                          | 1 – 2                                      | AK 2025 kwalificatie                       |                                            |                                            |
| 11                                         | 12 oktober 2024                            | Guinee – Ethiopië                          | 4 – 1                                      | AK 2025 kwalificatie                       |                                            |                                            |
| 12                                         | 15 oktober 2024                            | Ethiopië – Guinee                          | 0 – 3                                      | AK 2025 kwalificatie                       | 19'                                        |                                            |
| 13                                         | 16 november 2024                           | Guinee – Congo-Kinshasa                    | 1 – 0                                      | AK 2025 kwalificatie                       |                                            |                                            |
| 14                                         | 19 november 2024                           | Tanzania – Guinee                          | 1 – 0                                      | AK 2025 kwalificatie                       |                                            |                                            |
| 15                                         | 21 maart 2025                              | Guinee – Somalië                           | 0 – 0                                      | WK 2026 kwalificatie                       |                                            |                                            |
| 16                                         | 25 maart 2025                              | Oeganda – Guinee                           | 1 – 0                                      | WK 2026 kwalificatie                       |                                            |                                            |

Bijgewerkt op 27 mei 2025.

## Erelijst
| Le Havre – Speler van het Jaar | 1 | 2024/25 |